# De Profundis Clamavi Ad Te Domine
De Profundis Clamavi Ad Te Domine es un álbum en vivo de Dark Funeral. Fue realizado por la discográfica Regain el 18 de junio de 2004

## Lista de canciones
1. "Bleed For Satan" - Intro (1:52)
2. "The Arrival Of Satan’s Empire" (3:47)
3. "An Apprentice Of Satan" (5:30)
4. "The Dawn No More Rises" (4:06)
5. "Thy Legions Come" (4:10)
6. "Hail Murder" (5:20)
7. "Goddess Of Sodomy" (3:20)
8. "The Secrets of The Black Arts" (3:34)
9. "Vobiscum Satanás" (4:20)
10. "Shadows Over Transylvania" (3:32)
11. "Open The Gates" (4:18)
12. "Ineffable Kings Of Darkness" (4:35)
13. "Thus I Have Spoken" (5:20)
14. "My Dark Desires" (3:58)
15. "Armageddon Finally Comes" (4:06)

## Créditos
- Lord Ahriman - Guitarra principal
- Emperor Magus Caligula - Voz
- Chaq Mol - Guitarra rítmica
- Matte Modin - Batería
- Richard Daemon - Bajo [sólo para este CD]

- Datos: Q426409